# Lincoln Memorial
O Lincoln Memorial é um monumento localizado em Washington, D.C., Estados Unidos, em homenagem ao 16.º presidente estadunidense Abraham Lincoln. O monumento foi concluído em 1922 e arquitetado por Henry Bacon; o escultor foi Daniel Chester French e o pintor dos murais internos foi Jules Guerin. Está aberto para visitação pública 24 horas por dia, e recebe cerca de 6 milhões de visitantes por ano.

## História
Após o assassinato de Lincoln, muitas foram as propostas para a construção de um monumento nacional em honra ao 16.º presidente. Em 1868, uma estátua de Lincoln já havia sido inaugurada nas imediações da Prefeitura de Washington. Em 1867, o Congresso aprovou a abertura de um concurso para o monumento a Lincoln. O escultor Clark Mills foi o vencedor. Mills então planejou uma estrutura de 21 metros de altura, adornada por seis estátuas equestres e encimada por um estátua de 3 metros de Abraham Lincoln. A execução do projeto não foi apoiada o suficiente e a ideia permaneceu inerte até o século XX.
Décadas após, Shelby Cullom, senador do Illinois, levou ao Congresso seis propostas para que fosse formada uma nova comissão para o monumento. As cinco primeiras propostas enfrentaram oposição dos líderes da Câmara, principalmente de Joe Cannon, Speaker da Câmara. A sexta proposta, apresentada em 1910, foi finalmente aprovada. A comissão para o Memorial Lincoln reuniu-se no ano seguinte, sob a liderança do ex-presidente William H. Taft. Em 1913, o Congresso aprovou a escolha do local e os projetos para o monumento.
O projeto de Henry Bacon, inspirado num templo grego, foi considerado muito opulento para homenagear um líder que prezava pela humildade. Porém não foi somente o projeto que enfrentou oposição; o local escolhido, na extremidade norte do West Potomac Park, foi considerado muito pantanoso e um tanto afastado dos outros memoriais. A comissão, no entanto, reforçou a ideia de erguer o memorial no eixo paisagístico já formado pelo Monumento a Washington e pelo National Mall. O Congresso aprovou a medida para a construção do memorial com 300 000 dólares de verba.
Em 12 de fevereiro de 1914, na fase inicial das obras, o presidente Warren G. Harding liderou a cerimônia de dedicação do terreno. A obra prosseguiu nos próximos 9 anos. Foram feitas algumas alterações a começar pela estátua de Lincoln no interior do monumento, que foi replanejada para 5 metros de altura. Mas, apesar destas alterações as obras foram concluídas a tempo. O Lincoln Memorial foi inaugurado oficialmente em 30 de maio de 1922, na presença de Robert Todd Lincoln, filho de Lincoln.
Em 28 de agosto de 1963, o Memorial Lincoln foi o local de culminância da Marcha sobre Washington, um dos maiores comícios políticos da história americana. O líder batista Martin Luther King Jr., com seu memorável discurso I Have a Dream, foi ouvido por pouco mais de 250 000 pessoas aglomeradas nas escadarias do memorial. Posteriormente, dada a repercussão do evento, um piso foi colocado sobre o local onde estava Martin Luther King. Em agosto de 1983, uma multidão reuniu-se novamente no Memorial em comemoração ao 20.º aniversário da Marcha sobre Washington.
O local já teve a sua cota de eventos incomuns. Em 9 de maio de 1970, o presidente Richard Nixon teve um notável improviso, em uma breve reunião com os manifestantes que se preparam para março contra a Guerra do Vietnã. Em 27 de novembro de 2006, o monumento foi parcialmente fechado quando um líquido suspeito foi encontrado em uma casa de banho. Também foi encontrada uma "ameaça atrás das letras", de acordo com as autoridades.

## Arquitetura

### Exterior

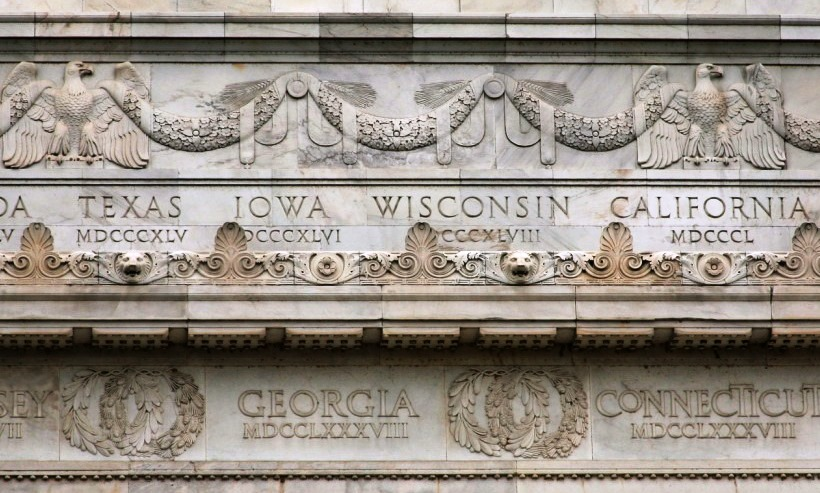
Detalhe do friso do memorial com os nomes dos estados (Texas, Iowa, Wisconsin e Califórnia) em alto-relevo

O exterior do Lincoln Memorial evoca um templo grego clássico revestido em mármore extraído na região do Vale de Yule Creek, no estado do Colorado. A estrutura possui 57,8 por 36,1 metros de área e 30 metros de altura. O edifício é cercado por um peristilo de 36 colunas dóricas caneladas representativas de cada um dos 36 estados da União à época da morte de Lincoln, e duas colunas em antas na entrada atrás da colunata. As colunas têm 13 metros de altura com um diâmetro de base de 2,3 metros. Cada coluna é construída a partir de 12 tambores incluindo o capitel. As colunas, assim como as paredes externas e fachadas, são ligeiramente inclinadas para o interior do edifício. Isso é para compensar as distorções de perspectiva que, de outra forma, fariam o memorial parecer protuberante no topo quando comparado com o fundo, uma característica comum da arquitetura grega antiga.

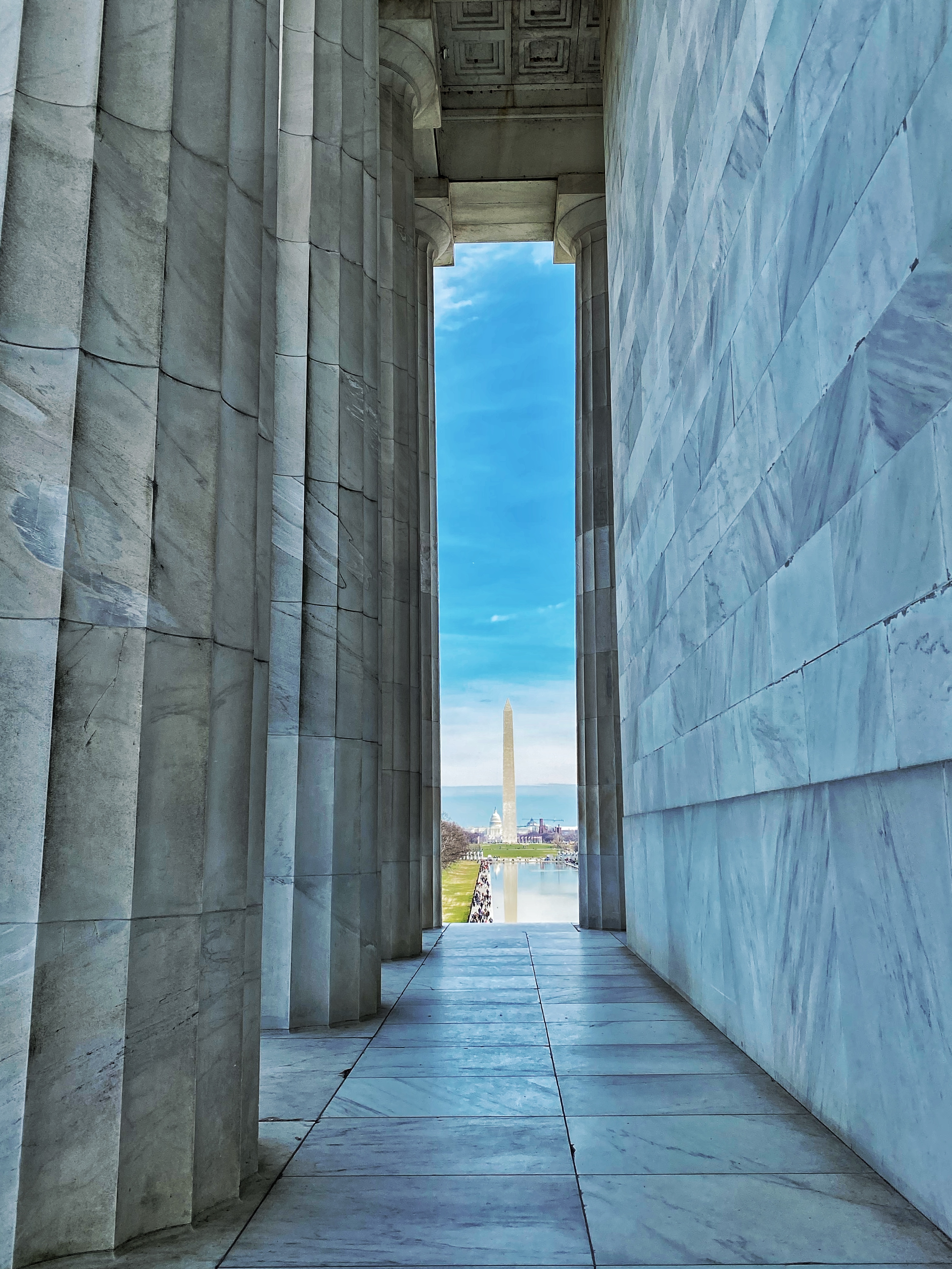
Vão entre a colunata e a parede externa do memorial. Ao fundo, o Monumento a Washington.

Acima da colunata, inscritos no friso, estão os nomes dos 36 estados da União na época da morte de Lincoln e as datas em que eles entraram na União. Seus nomes são separados por medalhões de coroa dupla em baixo-relevo. A cornija é composta por um pergaminho esculpido regularmente intercalado com cabeças de leões e ornamentado com cristas de palmeiras ao longo da borda superior. Acima disso, no friso do sótão, estão inscritos os nomes dos 48 estados representados pessoalmente na cerimônia de dedicação do memorial. Um pouco mais acima há uma guirlanda unida por fitas e folhas de palmeira, sustentada por asas de águia. Toda a ornamentação dos frisos e cornijas foi feita por Ernest C. Bairstow.
O memorial foi erguido sobre uma fundação de concreto, de 13 a 20 metros de profundidade, construída pela firma M. F. Comer and Company e envolvida por um muro de contenção de granito medindo de 4,3 metros de altura.
Na fachada leste, as escadarias principais começam na borda do espelho d'água e são intersecionadas por uma faixa de asfalto que demarca a área circundante do edifício. Dois contrafortes ladeiam os degraus nas proximidades da entrada principal do monumento, cada um coroado por um tripé de 3,4 metros de altura esculpido em mármore-rosa do Tennessee. Há um total de 87 degraus (58 degraus do monumento à praça e 29 degraus da praça ao espelho d'água).

### Interior

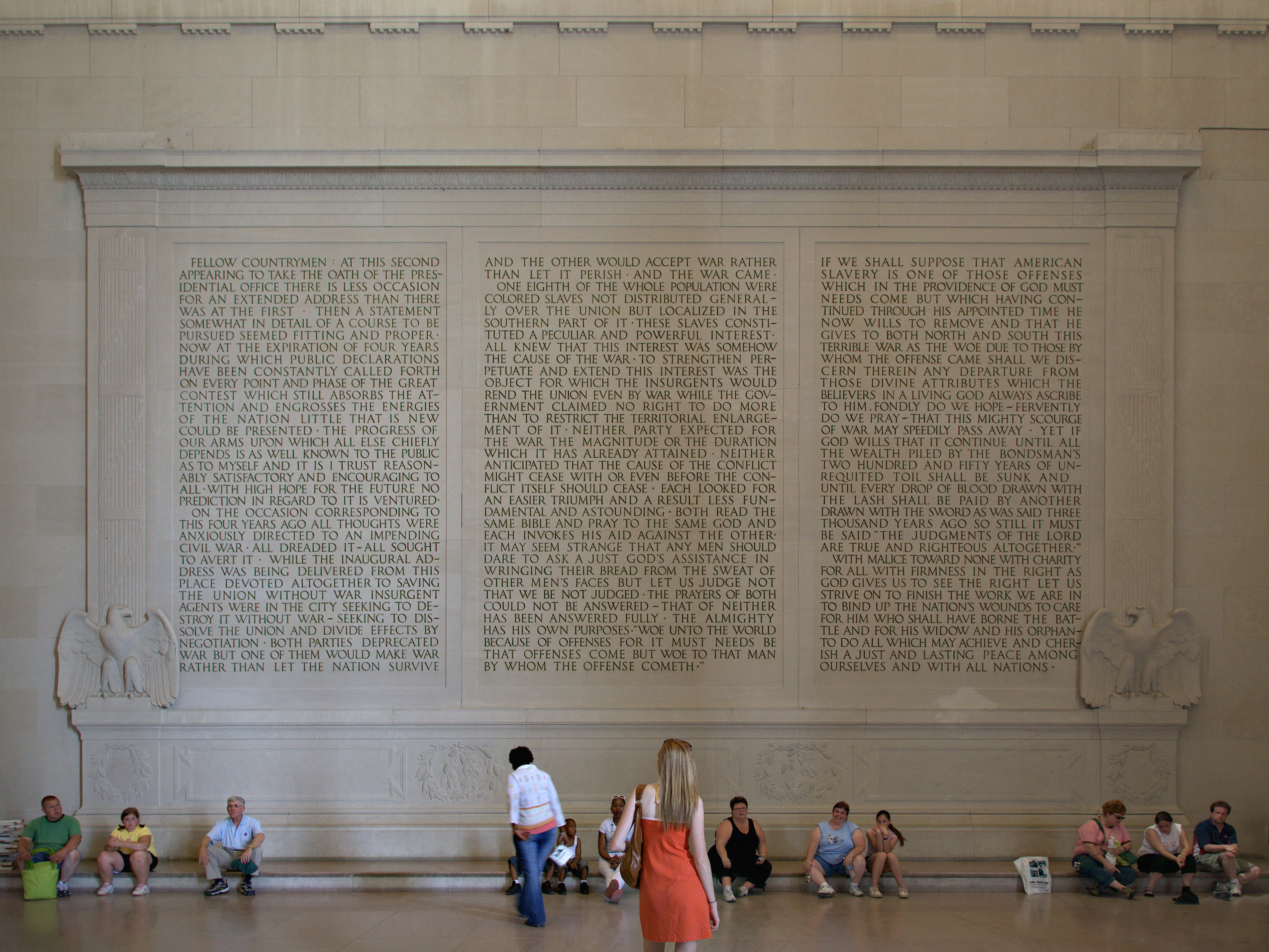
O discurso da segunda posse presidencial de Lincoln inscrito na parede norte do memorial.

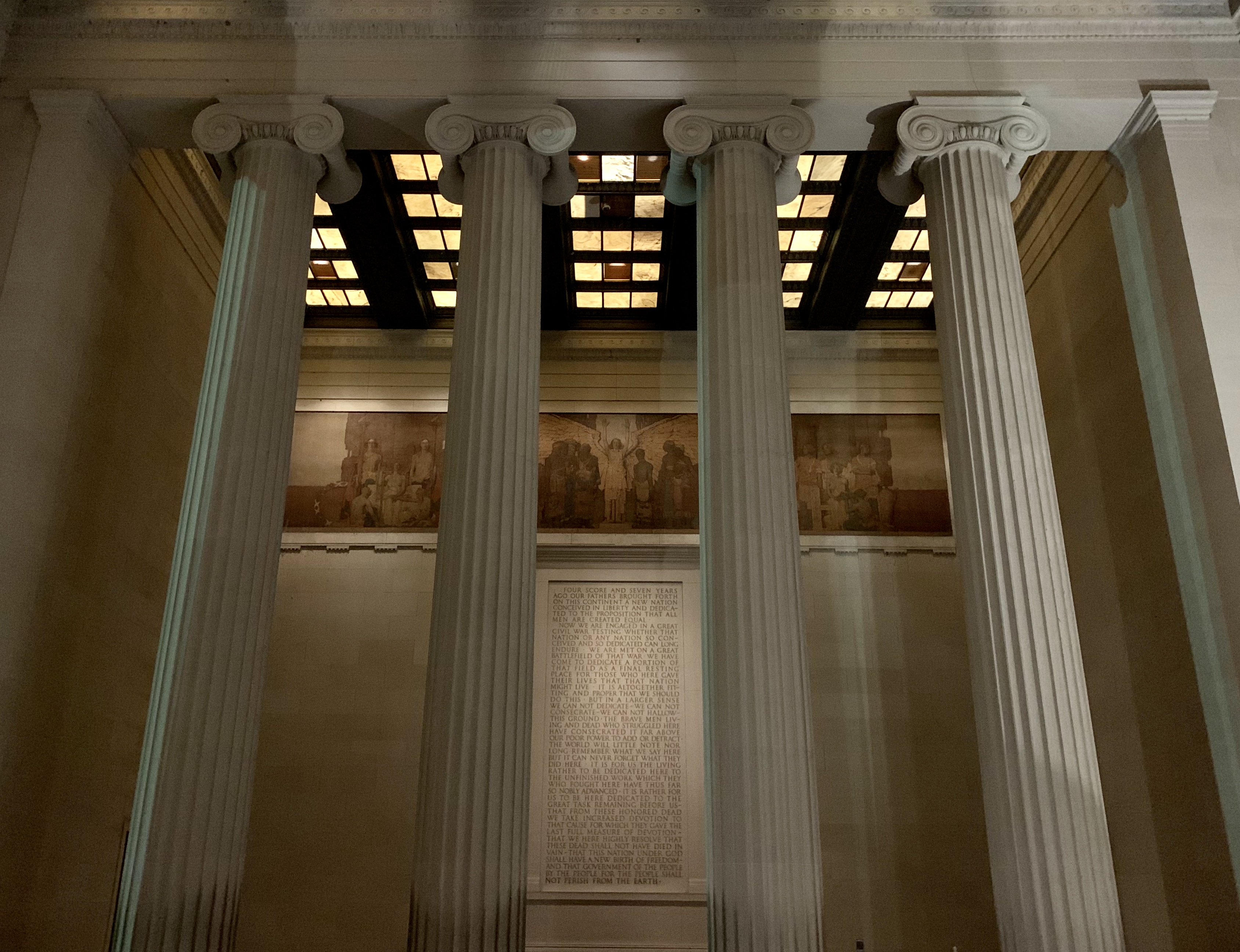
Colunas internas em estilo jônico e o notório telhado envidraçado do memorial.

O interior do memorial é dividido em três câmaras por duas fileiras de quatro colunas jônicas, cada uma com 15 metros de altura e 1,7 metro de largura na base. A câmara central, que abriga a estátua de Lincoln, possui 18 metros de largura, 23 metros de profundidade e 18 metros de altura. As câmaras norte e sul exibem inscrições esculpidas do segundo discurso de posse de Lincoln e seu Discurso de Gettysburg. Ao lado dessas inscrições estão pilastras ornamentadas com fasces, águias e coroas. As inscrições e a ornamentação adjacente são de autoria de Evelyn Beatrice Longman.
O interior do memorial é decorado com inúmeros elementos simbólicos. As 36 colunas representam os estados da União na época da morte de Lincoln; os 48 festões de pedra acima das colunas representam os 48 estados em 1922. No interior, cada inscrição é encimada por um mural de 18 metros de Jules Guerin retratando princípios vistos como evidentes na vida de Lincoln: Liberdade, Moralidade, Justiça e Lei na parede sul; União, Fraternidade e Caridade na parede norte. Ciprestes, representando a Eternidade, estão no fundo destes murais. A tinta dos murais possui querosene e cera para proteger as obras de arte expostas das variações de temperatura e umidade.
O teto é composto por vigas de bronze ornamentadas com folhas de louro e carvalho. Entre eles estão painéis de mármore do Alabama, revestidos com parafina para aumentar a translucidez. Crendo que a estátua exigia ainda mais iluminação, Bacon e French projetaram ripas de metal para o teto para esconder os holofotes, que poderiam ser modulados para complementar a luz natural; esta modificação foi instalada em 1929. A única alteração relevante desde então foi a adição de um elevador para deficientes na década de 1970.

### Cripta
Sob o memorial há uma cripta subterrânea. Devido à infiltração de água através do carbonato de cálcio dentro do mármore, ao longo do tempo formaram-se estalactites e estalagmites no interior da estrutura. Durante a construção, o mármore foi grafitado por trabalhadores, o que atualmente é considerado histórico pelo Serviço Nacional de Parques. Visitação pública foi permitida no espaço de 1970 até 1989, quando um visitante notou a ocorrência de amianto e notificou a administração do monumento. Em 2022, dentro os planos de comemoração do centenário do memorial, a cripta pode ser reaberta aos visitantes após um projeto de reabilitação financiado por David Rubenstein.

## A estátua
“IN THIS TEMPLE
AS IN THE HEARTS OF THE PEOPLE
FOR WHOM HE SAVED THE UNION
THE MEMORY OF ABRAHAM LINCOLN
IS ENSHRINED FOREVER
–
NESTE TEMPLO
COMO NOS CORAÇÕES DO POVO
PARA QUEM SALVOU A UNIÃO
A MEMÓRIA DE ABRAHAM LINCOLN
É CONSERVADA PARA SEMPRE”

— Epitáfio do Memorial Lincoln

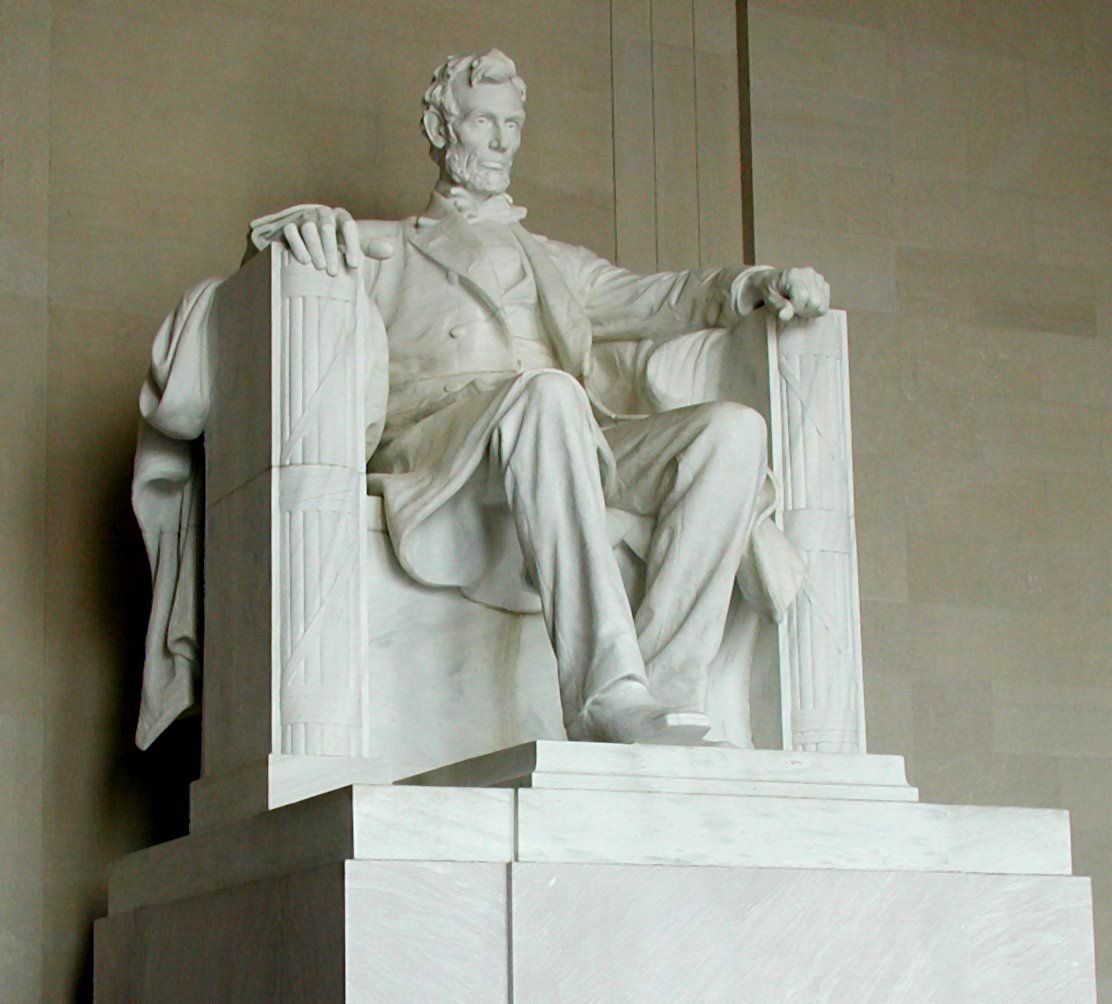
A estátua de Lincoln no interior do Memorial.

A estátua de Lincoln está localizada numa das três câmaras do interior do memorial. Foi esculpida pela firma Piccirilli Brothers (que também trabalharam na Biblioteca Pública e na Bolsa de Valores de Nova Iorque), através do projeto de Daniel Chester French em mármore branco da Geórgia. O pedestal, sobre o qual ergue-se a estátua é de mármore do Tennessee.

A estátua de Lincoln apresenta uma feição reflexiva, sentada sobre um trono e com as vestes do homenageado, porém foram adicionados adornos semelhantes aos antigos memoriais romanos. O rosto de Lincoln está voltado diretamente para quem adentra a câmara, causando a impressão de que está a observar todo o National Mall. Logo acima da estátua, está um epitáfio cravado no mármore, que diz:

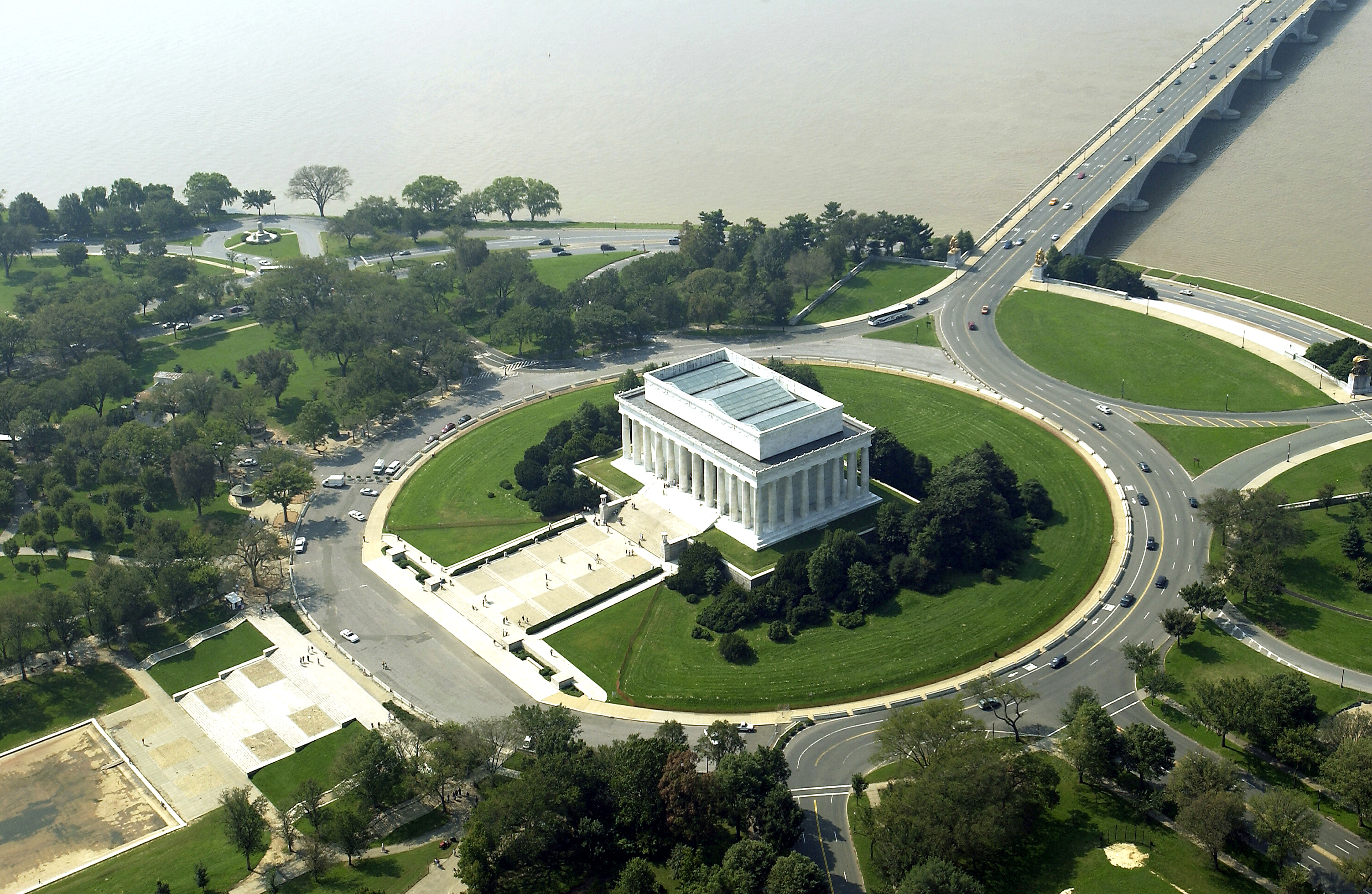
Vista aérea do Lincoln Memorial.

"Neste templo, como nos corações do povo, para quem salvou a União, a memória de Abraham Lincoln é conservada para sempre".

## Lendas urbanas
Há uma série de lendas urbanas associadas ao memorial. Uma lenda popular é que Lincoln é mostrado usando a linguagem de surdos para representar suas iniciais, com sua mão esquerda moldada para formar um "A" e sua mão direita para formar um "L". O National Park Service nega as histórias. O historiador Gerald Prokopowicz escreve que, enquanto não é claro que escultor Daniel Chester French tenha feito as mãos destinadas a formar versões linguísticas da sua sigla, é possível que seja intenção de French, uma vez que ele estava familiarizado com a American Sign Language, e ele teria tido uma razão para o fazer, ou seja, para prestar homenagem a Lincoln por ter assinado a lei federal, dando a uma Universidade para surdos, a autoridade para conceder graus.

## Na cultura popular
- Na série Os Simpsons, durante o episódio "Mr. Lisa Goes to Washington", Lisa Simpson vai até o Lincoln Memorial em busca de inspiração. Porém devido à grande multidão de turistas, ela desiste e vai até o Jefferson Memorial, onde conversa com o espírito de Thomas Jefferson.[14]
- Em Planeta dos Macacos, de 2001, o Memorial é em honra ao "general" dos macacos.
- Em uma cena de X-Men: Primeira Classe, de 2011, Charles Xavier e Erik Lensherr jogam xadrez nas escadarias do memorial.
- No episódio 6 da 3 temporada de The Handmaid’s Tale, a estátua aparece sem a cabeça e algumas outras partes do corpo.